# Jan Kees de Jager
Pour les articles homonymes, voir De Jager ou De Jaeger et Jager.
Jan Cornelis de Jager, dit Jan Kees de Jager, né le 10 février 1969 à Kapelle (Zélande), est un homme politique néerlandais, membre de l'Appel démocrate-chrétien (CDA) et notamment ministre des Finances de 2010 à 2012.

## Biographie

### Formation et carrière
Après avoir obtenu un Bachelor of Business Administration de l'université de Nyenrode en 1990, il fonde et prend la tête de la société Spectra Vision BV deux ans plus tard. En 1994, il reçoit un doctorat de science des affaires et d'économie sociologique de l'université Érasme de Rotterdam, où il décroche deux ans plus tard un doctorat de droit.
Le 25 avril 2019, lors de l'assemblée annuelle des actionnaires, il est nommé au conseil de surveillance de KLM.

### Vie politique

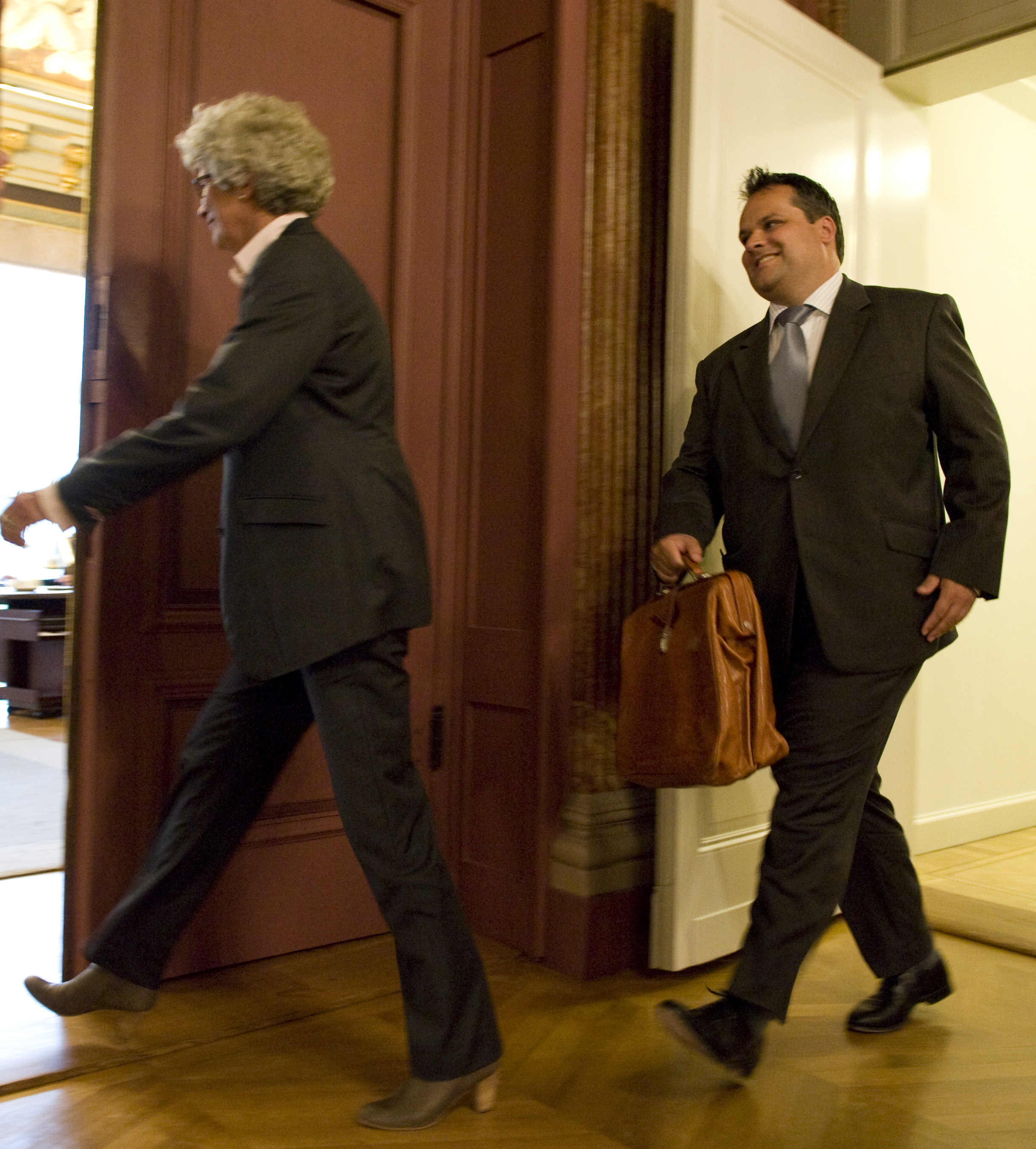
De Jager arrive à un conseil des ministres, en 2011.

Il est nommé trésorier de l'Appel démocrate-chrétien (CDA) en 2000, renonçant à ce poste le 22 février 2007, lorsqu'il entre dans le gouvernement de grande coalition de Jan Peter Balkenende au poste de secrétaire d'État (nl) du ministère des Finances, chargé des Affaires fiscales.
Le 23 février 2010, trois jours après la chute du cabinet, il est chargé d'exercer l'intérim de la direction du ministère des Finances, du fait de la démission du ministre social-démocrate Wouter Bos.
Il est élu député à la Tweede Kamer lors des élections législatives anticipées du 9 juin 2010. À la suite de la formation d'un gouvernement minoritaire par le libéral Mark Rutte le 14 octobre 2010, Jan Kees de Jager est reconduit à son poste de ministre des Finances de manière définitive.
Le 5 novembre 2012, le travailliste Jeroen Dijsselbloem lui succède.

### Vie privée
Fils d'un producteur de fruits, il vit à Rotterdam. En 2011, De Jager a déclaré vivre en couple avec un autre homme.